# Krissada Sukosol Clapp
Krissada Sukosol Clapp, també conegut com a Krissada Terrence, Noi S. Clapp or Noi Pru en thai: ก ฤ ษ ดา เท อ เร น ซ์, (26 de desembre de 1970) és un actor i cantant Pop tailandès-nord-americà, membre de la banda tailandesa de pop, Pru. Pel que fa al cinema ha treballat en pel·lícules com Bangkok Loco, The Adventure of Iron Pussy i 13 game sayawng.

## Biografia
És fill de mare tailandesa, Kamala Sukosol, cantant de jazz i propietària d'hotels de la ciutat de Siam i de la cadena de centres turístics, i de pare nord-americà, Terrence H. Clapp.
Noi va estudiar antropologia a la Universitat de Boston, va treballar atenen taules a Nova York, després es va iniciar en el teatre.
Noi es va casar en 2003, amb Melanie Giles.

## Carrera
En 2001 va formar la banda Pru amb el seu germà gran, el guitarrista i productor Kamol "Sukie" Sukosol. La banda va treure dos discos sota el segell BEC-TERO, distribuït a través de Sony BMG Music Entertainment (Tailàndia). 

## Com a actor
La seva primera actuació es va iniciar al cinema en 2003, exercint un paper protagonista en The Adventure of Iron Pussy al costat de Michael Shaowanasai i Apichatpong Weerasethakul. La pel·lícula era una paròdia i un homenatge a les altres pel·lícules d'acció tailandeses i amb acompanyaments musicals de la dècada dels anys 1970.

## Filmografia
- My Teacher Eats Biscuits (1996)
- The Adventure of Iron Pussy (2004)
- Bangkok Boig (2004)
- 13 game sayawng (2006)
- The Happiness of Kati (2009)
- A Moment in June (2009)